# Millie Perkins
Millie Perkins (Passaic, 12 maggio 1938) è un'attrice statunitense di cinema e televisione.
Conosciuta soprattutto per aver interpretato il ruolo di Anna Frank nel film Il diario di Anna Frank (1959), fra gli altri suoi figurano Paese selvaggio (1961), in cui recitava accanto ad Elvis Presley, La sparatoria (1966), western atipico diretto da Monte Hellman, A distanza ravvicinata (1986) e l'horror Necronomicon (1993).

## Biografia
Cresciuta nella cittadina di Fair Lawn, New Jersey, Millie Perkins fece inizialmente la modella a New York e nel 1958 era già un'affermata ragazza-copertina. Fu in quell'anno che venne sottoposta ad un provino che la portò ad essere scelta per il ruolo principale nel film Il diario di Anna Frank (1959). Il regista George Stevens, al momento della scelta dell'attrice che doveva interpretare il ruolo principale del film, fu fortemente influenzato dall'immagine di Perkins che aveva notato sulle copertine di diversi magazine, malgrado la giovane candidata non avesse mai studiato recitazione.
Premiato con tre Oscar e un Golden Globe, il film ebbe grande successo e l'interpretazione di Perkins, nel ruolo della studentessa vittima dell'Olocausto, non passò inosservata e fu anzi accolta con eccellenti critiche che contribuirono a farle ottenere un contratto con la Universal Studios. Due anni dopo, la giovane attrice apparve nel cast del film Paese selvaggio (1961), in cui interpretava il ruolo della fidanzata del personaggio interpretato da Elvis Presley.
Animata dallo spirito della Beat Generation newyorkese di fine anni cinquanta, Perkins fu una delle giovani promesse di Hollywood, ma già all'epoca del debutto il mondo dello star system californiano non soddisfaceva le sue aspettative, tanto da indurla a rescindere presto il contratto con la Universal per girare alcune pellicole sperimentali, come Le colline blu (1966) e La sparatoria (1966), entrambe dirette da Monte Hellman, con un allora giovane Jack Nicholson. Per un certo periodo Perkins si dedicò alla famiglia e studiò recitazione a Jacksonville (Oregon). Tornò ad interpretare film solo diversi anni dopo, ormai alla soglia dei quarant'anni.
Il 1983 segnò il ritorno dell'attrice in Tavolo per cinque e in A distanza ravvicinata (1986), dove interpretava la madre di Sean Penn, accanto a Christopher Walken. Impersonò inoltre la madre di Charlie Sheen nel film Wall Street (1987) ed è apparsa poi in L'ultimo appello (1996), tratto da un romanzo di John Grisham e in The Lost City (2005) con Andy García. Perkins ha lavorato in show e miniserie televisive, incluse diverse puntate della serie California, trasmesse tra il 1983 ed il 1990, e in quattro episodi di Da un giorno all'altro (fra il 1998 e il 2002) - continuando ad essere attiva tanto sul piccolo quanto sul grande schermo.

## Vita privata
Il 5 aprile 1960 la Perkins sposò l'attore Dean Stockwell, da cui divorziò due anni dopo, il 30 luglio 1962. In seconde nozze sposò poi lo scrittore e regista Robert Thom, autore della sceneggiatura del film Quattordici o guerra (1968) - in cui l'attrice figurava fra gli interpreti - morto poi nel 1979.

## Filmografia

### Cinema
- Il diario di Anna Frank (The Diary of Anne Frank), regia di George Stevens (1959)
- Paese selvaggio (Wild in the Country), regia di Philip Dunne (1961)
- Dulcinea incantesimo d'amore (Dulcinea), regia di Vicente Scrivà (1963)
- Una nave tutta matta (Ensign Pulver), regia di Joshua Logan (1964)
- Le colline blu (Ride in the Whirlwind), regia di Monte Hellman (1966)
- La sparatoria (The Shooting), regia di Monte Hellman (1966)
- Quattordici o guerra (Wild in the Streets), regia di Barry Shear (1968)
- Cockfighter, regia di Monte Hellman (1974)
- Lady Cocoa, regia di Matt Cimber (1975)
- The Witch Who Came from the Sea, regia di Matt Cimber (1976)
- Tavolo per cinque (Table for Five), regia di Robert Lieberman (1983)
- A distanza ravvicinata (At Close Range), regia di James Foley (1986)
- Slamdance - Il delitto di mezzanotte (Slam Dance), regia di Wayne Wang (1987)
- Wall Street, regia di Oliver Stone (1987)
- Congiunzione di due lune (Two Moon Junction), regia di Zalman King (1988)
- Necronomicon, regia di Christophe Gans (1993)
- L'ultimo appello (The Chamber), regia di James Foley (1996)
- The Lost City, regia di Andy García (2005)

### Televisione
- Carovane verso il West (Wagon Train) – serie TV, episodio 4x31 (1961)
- The United States Steel Hour – serie TV, episodio 9x02 (1961)
- Ben Casey – serie TV, episodio 3x01 (1963)
- Breaking Point – serie TV, episodio 1x01 (1963)
- Il reporter (The Reporter) – serie TV, episodio 1x04 (1964)
- Dirty Sally – serie TV, episodio 1x04 (1974)
- Apple's Way – serie TV, episodio 1x13 (1974)
- Un'arma in casa (A Gun in the House), regia di Ivan Nagy – film TV (1981)
- Cuore e batticuore (Hart to Hart) – serie TV, episodio 2x13 (1981)
- Passione eterna (The Haunting Passion), regia di John Korty – film TV (1983)
- Diritto alla vita (License to Kill), regia di Jud Taylor – film TV (1984)
- Anatomy of an Illness, regia di Richard T. Heffron – film TV (1984)
- Shattered Vows, regia di Jack Bender – film TV (1984)
- Jessie – serie TV, episodi 1x07-1x11 (1984)
- A.D. - Anno Domini (A.D.), regia di Stuart Cooper – miniserie TV (1985)
- The Other Lover, regia di Robert Ellis Miller – film TV (1985)
- La signora in giallo (Murder, She Wrote) – serie TV, episodio 2x12 (1986)
- The Penalty Phase, regia di Tony Richardson – film TV (1986)
- Disneyland - serie TV, episodio 31x08 (1986)
- Strange Voices, regia di Arthur Allan Seidelman – film TV (1987)
- Angeli inquieti (Broken Angel), regia di Richard T. Heffron – film TV (1988)
- Vita col nonno (Our House) – serie TV, episodi 2x08-2x22 (1987-1988)
- In famiglia e con gli amici (Thirtysomething) – serie TV, episodio 2x02 (1988)
- California (Knots Landing) – serie TV, 6 episodi (1983-1990)
- Storia di Anna (Call Me Anna), regia di Gilbert Cates – film TV (1990)
- Elvis – serie TV, 13 episodi (1990)
- Accanto a te c'è un omicida (Murder of Innocence), regia di Tom McLoughlin – film TV (1993)
- Midnight Run for Your Life, regia di Daniel Sackheim – film TV (1994)
- CBS Schoolbreak Special – serie TV, episodi 3x04-12x01 (1986-1994)
- Harvest of Fire, regia di Arthur Allan Seidelman – film TV (1996)
- The Summer of Ben Tyler, regia di Arthur Allan Seidelman – film TV (1996)
- Il tocco di un angelo (Touched by an Angel) – serie TV, episodio 3x14 (1996)
- A Woman's a Helluva Thing, regia di Karen Leigh Hopkins – film TV (2001)
- Da un giorno all'altro (Any Day Now) – serie TV, 14 episodi (1998-2002)
- Though None Go with Me, regia di Armand Mastroianni – film TV (2006)
- Febbre d'amore (The Young and the Restless) – serial TV, 6 episodi (2006)

## Doppiatrici italiane
- Vittoria Febbi in Il diario di Anna Frank[3], Paese selvaggio, The Lost City
- Gabriella Genta in Una nave tutta matta
- Melina Martello in La sparatoria
- Emanuela Fallini in La signora in giallo
- Francesca Vettori in Febbre d'amore